# 비그리스도교와 교회의 관계에 대한 선언
비그리스도교와 교회의 관계에 대한 선언(Nostra Aetate)은 제2차 바티칸 공의회에서 1965년 10월 28일에 기독교(문맥상 로마 가톨릭교회)와 기독교가 아닌 다른 종교와의 관계에 대하여 천명한 교령이다.

## 내용
이 문서는 우선 종교의 심오한 세계를 힌두교, 불교 등의 예를 들면서 언급하고 이어 로마 가톨릭교회가 다른 종교의 관행을 존중하고 인정한다고 밝히고 있다. 아울러 이슬람, 유대교 등과의 관계 개선도 천명하고 있다. 이 선언의 영향으로 교황청 종교간 대화 평의회가 설립되었다.

## 같이 보기
- 제2차 바티칸 공의회